# 藤田医科大学中部国際空港診療所
藤田医科大学中部国際空港診療所（ふじたいかだいがくちゅうぶこくさいくうこうしんりょうじょ）は、愛知県常滑市の中部国際空港内にある診療所である。学校法人藤田学園が運営する。年中無休。

## 沿革
- 2005年（平成17年） - 藤田保健衛生大学中部国際空港診療所開設。
- 2018年（平成30年） - 藤田医科大学中部国際空港診療所に改称。

## 診療科目
- 内科
- 外科

## 交通アクセス
- 名鉄空港線 中部国際空港駅より徒歩で約5分。旅客ターミナルビル2階の国内線出口側。

## 関連病院 ・診療所
- 藤田医科大学病院
- 藤田医科大学ばんたね病院
- 藤田医科大学七栗記念病院
- 藤田医科大学岡崎医療センター